# 岡山県道400号後楽園線
岡山県道400号後楽園線（おかやまけんどう400ごう こうらくえんせん）は、岡山県岡山市北区を通る一般県道である。

## 概要
道路法第7条第1項第5号の「主要地、主要港、主要停車場又は主要な観光地とこれらと密接な関係にある高速自動車国道、一般国道又は前各号の一に規定する都道府県道とを連絡する道路」に該当し、観光地である日本三名園の後楽園と岡山県道27号岡山吉井線とを連絡する路線となっている。

### 路線データ
- 路線番号：3400[1]
- 起点：岡山市北区後楽園1番5先[1]（後楽園入口）
- 終点：岡山市北区石関町5番3先[1]（岡山県道27号岡山吉井線交点「城下交差点」）
- 総延長：690.2 m [1]
- 実延長：0.7 km [2]
- 幅員：8.4 - 27.5 m [1]

## 歴史

### 年表
- 1972年（昭和47年）3月21日：認定および供用開始[1]。
- 2009年（平成21年）4月1日：岡山市が政令指定都市に移行し、道路管理者が県から市に変わる。

## 路線状況
岡山市街における東西軸の道路愛称「後楽園通り」の一部および南北軸の道路愛称「城下筋」の一部を構成する。

### 通称
- 後楽園通り[3][4]
- 城下筋 [3][4]

### 道路施設

#### 橋梁
- 鶴見橋
  - 延長：148 m [5]
  - 幅員：11.9 m [5]
  - 架橋下：旭川 [5]

## 地理

### 通過する自治体
- 岡山県
  - 岡山市（北区）

### 交差する道路
| 交差する道路           | 交差する場所 | 交差する場所 |
| ---------------------- | ------------ | ------------ |
| 岡山県道27号岡山吉井線 | 城下交差点   | 終点         |

### 沿線
- 岡山県立博物館（後楽園敷地内）
- 岡山県警察 岡山中央警察署 後楽園交番
- 後楽園
- 岡山シンフォニーホール（劇場・ギャラリー・ホール）
- 岡山市立オリエント美術館
- 岡山県立美術館
- RSK山陽放送本社
- 天神山文化プラザ（ギャラリー・ホール）
- 夢二郷土美術館 [注釈 1]
- 岡山シンフォニーホール（岡山表町商店街）
- 旭川
- 岡山県総合福祉会館（岡山福祉人材センター）
- 岡山市立岡山後楽館中学校・高等学校
- 城下停留場地下道広場「しろちか」